# Bombinette Bob
Bombinette Bob (France) ou Le Dernier Exploit de Sideshow Bob (Québec) (Sideshow Bob's Last Gleaming) est le 9e épisode de la saison 7 de la série télévisée d'animation Les Simpson.

## Synopsis
Tahiti Bob, l'ennemi juré de Bart ne peut plus supporter de voir les pitreries de Krusty le clown et en a marre de voir qu'il a du succès. Il décide alors de concocter un nouveau plan diabolique... Une exhibition aérienne a lieu à Springfield. La manifestation attire beaucoup de monde et Tahiti Bob y voit là une occasion de mettre son plan à exécution. Grâce à un plan finement travaillé, il parvient à s'infiltrer dans le quartier militaire et réussit à s'emparer d'une bombe nucléaire. Il se sert de celle-ci pour menacer toute la ville. S'ils veulent avoir la vie sauve, les habitants de Springfield doivent se séparer de leur télévision définitivement.
Toutes les chaînes de télévision ne diffusent plus rien. Alors Krusty, pour avoir la plus forte audience de sa carrière, fait son émission, tout seul, en direct dans une cabane dans le désert. Tahiti Bob, caché dans le dirigeable Duff, est sur le point de faire exploser la bombe. Lisa et Bart arrivent trop tard mais la bombe n'explose pas car elle était périmée depuis novembre 1959. Tahiti Bob menace alors Bart avec un couteau, mais Lisa envoie un message à la police. Elle va poursuivre Tahiti Bob et Bart qui se sont enfuis en avion. Ils se crasheront à côté de la cabane de Krusty et la police arrêtera Tahiti Bob.

## Guest Star
- R. Lee Ermey, en tant que voix du Colonel Hapablap dans la version originale.